# Гігроцибе матово-червона
Гігроцибе матово-червона, гігрофор матово-червоний, гігроцибе кіноварно-червона, гігрофор кіноварно-червоний (Hygrocybe miniata) — вид грибів роду гігроцибе (Hygrocybe). Сучасну біномінальну назву надано у 1871 році.

## Систематика
У «Визначнику грибів України» описаний як гігрофор матово-червоний і віднесений до підроду гігроцибе роду гігрофор (Hygrophorus).

## Будова
Яскраво-червона чи оранжева шапинка розміром 1-2 см, не липка, опукла або плоско-опукла з маленькими лусками в центрі. Порожниста гладенька ніжка гриба — довга, тонка, ламка, утричі більша за діаметр шапинки. Пластини прирослі до ніжки, оранжеві з жовтим краєм. Колір спор — чорний.

## Життєвий цикл
Плодові тіла з'являються у липні — жовтні.

## Поширення та середовище існування
Росте у вологих місцях. В Україні зустрічається по всьому Поліссі, в Карпатах, в Лівобережному злаково-лучному Степу.

## Практичне використання
У деяких джерелах вважається їстівним, проте занадто малим для того, щоб його збирати.

## Галерея

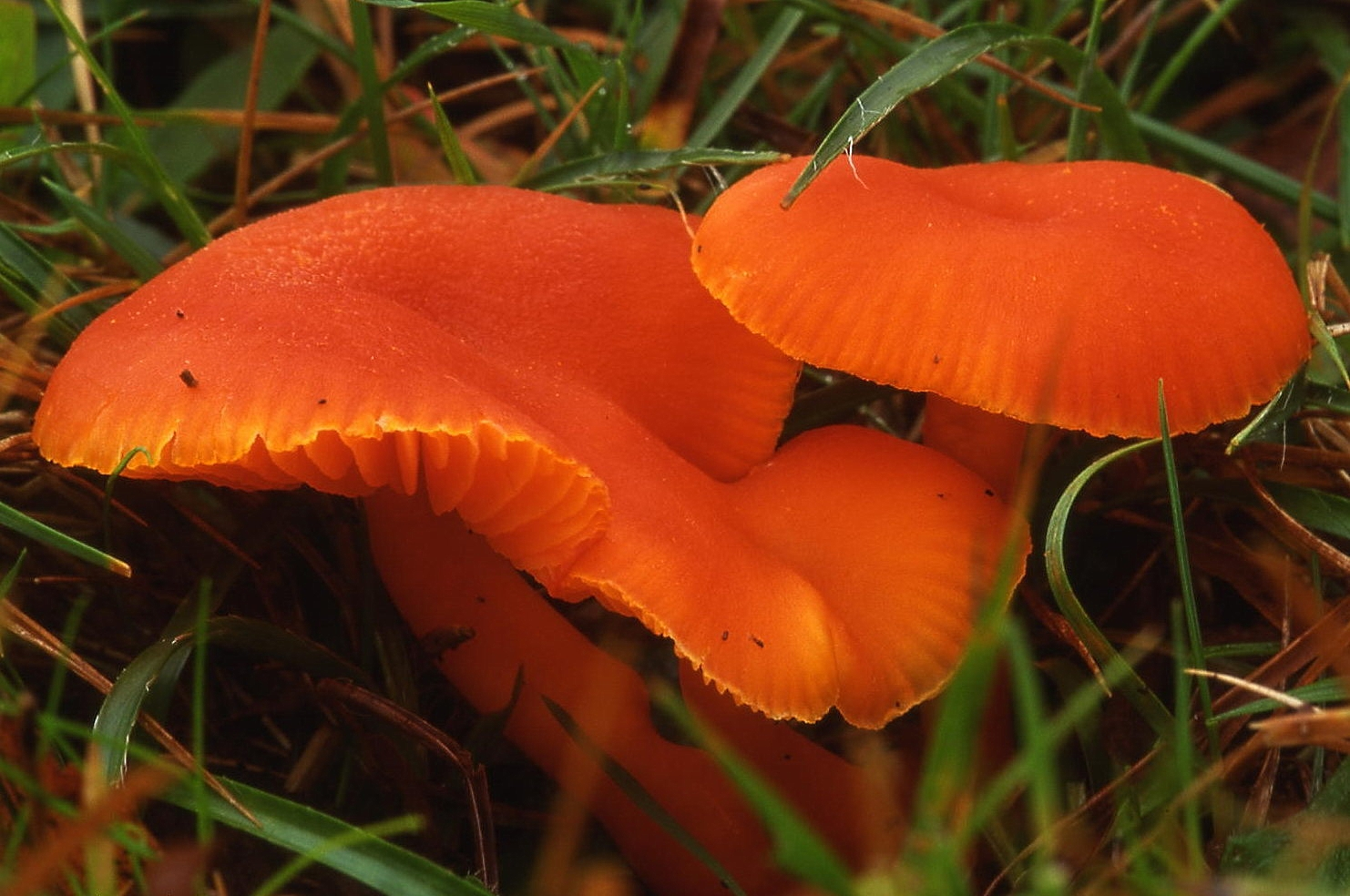
Дорослий гриб
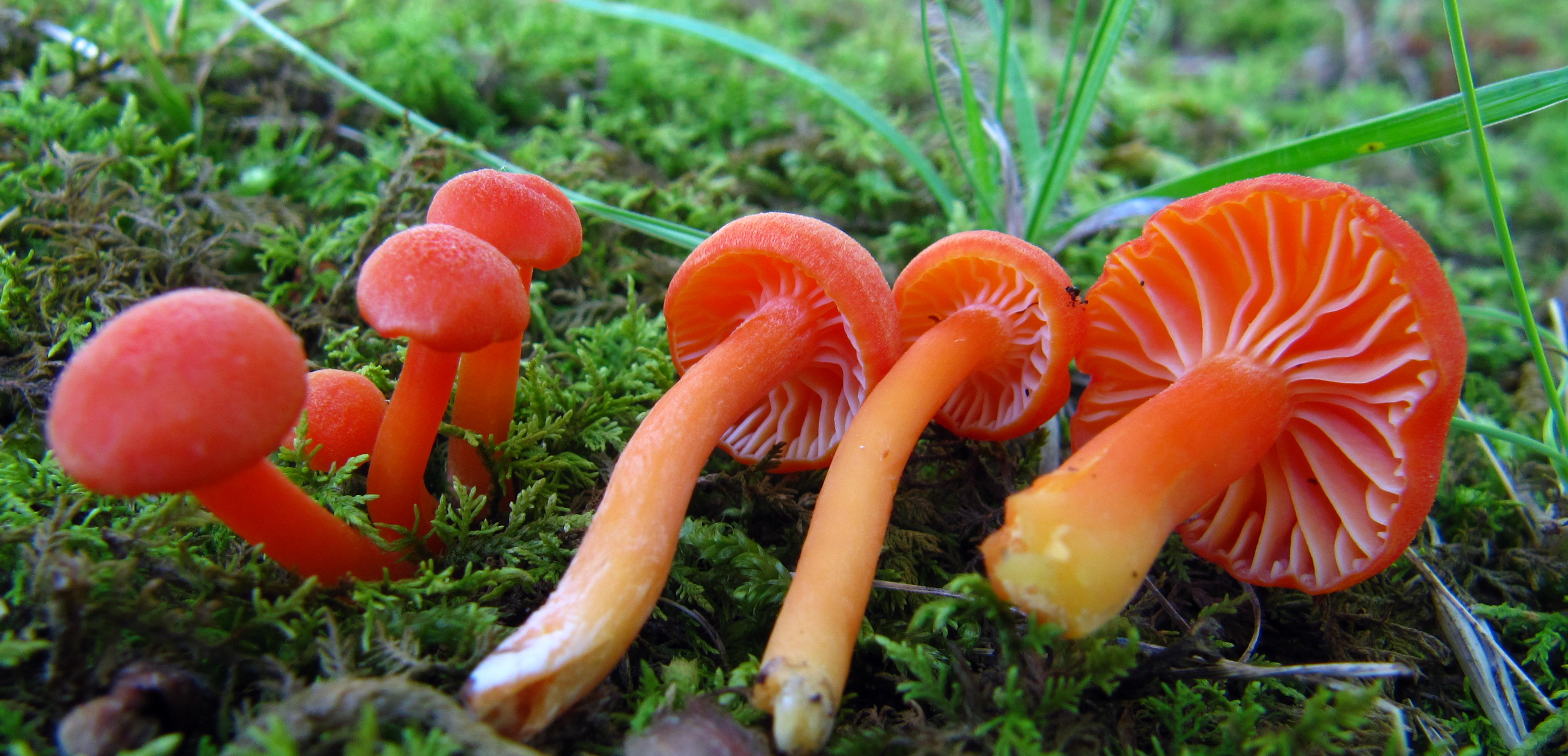
На пластинах помітно світлий край